# Shitennōji-mae Yūhigaoka (metropolitana di Osaka)
Shitennōji-mae Yūhigaoka (四天王寺前夕陽ヶ丘駅?, Shitennōji-mae Yūhigaoka-eki) (T26) è una stazione della metropolitana di Osaka situata nel quartiere di Tennōji-ku.

## Struttura
La stazione è dotata di due marciapiedi laterali con due binari sotterranei.
| 1 | ■ Linea Tanimachi |  | Per Tennōji, Fuminosato e Yaominami      |
| 2 | ■ Linea Tanimachi |  | Per Higashi-Umeda, Miyakojima e Dainichi |

## Stazioni adiacenti
| «                  | Servizio        | »               |
| Linea Tanimachi    | Linea Tanimachi | Linea Tanimachi |
| ------------------ | --------------- | --------------- |
| Tanimachi Kyūchōme | Locale          | Tennōji         |